# Cabanatúan
Cabanatúan es una ciudad filipina de la provincia de Nueva Écija. Se considera el foco económico de la provincia. Según el censo de 2009, tiene 	270.722 habitantes.

## Barangayes
Cabanatúan se divide administrativamente en 89 barangayes.
| - Aduas Centro (Aduas) - Bagong Sikat - Bagong Buhay - Bakero - Bakod Bayan - Balite - Bangad - Bantug Bulalo - Bantug Norte - Barlis - Barrera District (Población) - Bernardo District (Población) - Bitas - Bonifacio District (Población) - Buliran - Caalibangbangan - Cabu - Campo Tinio - Kapitan Pepe (Población) - Cinco-Cinco - City Supermarket (Población) - Caudillo - Communal - Cruz Roja - Daang Sarile - Dalampang - Dicarma (Pob.) - Dimasalang (Pob.) - Dionisio S. García | - Fátima (Pob.) - General Luna (Pob.) - Ibabao Bana - Imelda District - Isla (Población) - Kalawagan - Kalikid Norte - Kalikid Sur - Lagare - M. S. García - Mabini Extension - Mabini Homesite - Macatbong - Magsaysay District - Matadero (Población) - Lourdes (Matungal-tungal) - Mayapyap Norte - Mayapyap Sur - Melojavilla (Población) - Obrero - Padre Crisóstomo - Pagas - Palagay - Pamaldan - Pangatian - Patalac - Polilio - Pula - Quezon District (Población) - Rizdelis (Población) | - Samon - San Isidro - San Josef Norte - San Josef Sur - San Juan Población (Acofa) - San Roque Norte - San Roque Sur - Sanbermicristi (Población) - Sangitan - Santa Arcadia - Sumacab Norte - Valdefuente - Valle Cruz - Vijandre District (Población) - Villa Ofelia-Caridad - Zulueta District (Población) - Nabao (Población) - Padre Burgos (Población) - Talipapa - Aduas Norte - Aduas Sur - Hermógenes C. Concepción, Sr. - Sapang - Sumacab Este - Sumacab South - Caridad - Magsaysay South - María Teresa - Sangitan East - Santo Niño |